# Tawfeeq Abdul Razzaq
Tawfeeq Abdul Razzaq (Emiratos Árabes Unidos; 1 de julio de 1982) es un exfutbolista de los Emiratos Árabes Unidos que jugaba en la posición de centrocampista.

## Carrera

### Club
| Periodo   | Club        |
| --------- | ----------- |
| 2003-2009 | Al-Wahda FC |
| 2009–2012 | Al-Dhafra   |
| 2012–2016 | Al-Wahda FC |

### Selección nacional
Fue convocado para la Copa Asiática 2004 pero no jugó.

## Logros
- UAE Pro League (1): 2004-05
- Copa de Liga de los Emiratos Árabes Unidos (1): 2015-16